# Paul Probst
Paul Probst (15 de maig de 1869 – 9 de setembre de 1945) va ser un tirador suís. El 1900 va prendre part en els Jocs Olímpics de París, on guanyà una medalla d'or en la prova de pistola militar per equips, mentre en la prova Individual fou novè.